# Bacanius irlanda
Bacanius irlanda är en skalbaggsart som beskrevs av Miłosz A. Mazur och Sawoniewicz 2008. Bacanius irlanda ingår i släktet Bacanius och familjen stumpbaggar. Inga underarter finns listade i Catalogue of Life.